# Erich Buck
Erich Buck (Ravensburg, 5 gennaio 1949) è un ex danzatore su ghiaccio tedesco.
Ha gareggiato con la sorella Angelika Buck.

## Palmarès
| Internazionali                       | Internazionali | Internazionali | Internazionali | Internazionali | Internazionali | Internazionali | Internazionali | Internazionali | Internazionali |
| Evento                               | 1964–65        | 1965–66        | 1966–67        | 1967–68        | 1968–69        | 1969–70        | 1970–71        | 1971–72        | 1972–73        |
| ------------------------------------ | -------------- | -------------- | -------------- | -------------- | -------------- | -------------- | -------------- | -------------- | -------------- |
| Campionati mondiali                  |                |                | 10°            | 8°             | 5°             | 3°             | 2°             | 2°             | 2°             |
| Campionati europei                   |                | 13°            |                | 6°             | 4°             | 2°             | 2°             | 1°             | 2°             |
| Nebelhorn Trophy                     |                |                |                |                |                |                | 1°             | 1°             |                |
| Nazionali                            |                |                |                |                |                |                |                |                |                |
| Campionati della Germania dell'Ovest | 4°             | 2°             | 2°             | 1°             | 1°             | 1°             | 1°             | 1°             | 1°             |